# Arkauti
Arkauti (castellà Arcaute) és un poble (concejo) de la Zona Rural Est de Vitòria, al territori històric d'Àlaba.

## Geografia
Situat a l'est del municipi, a 515 msnm, a l'est d'Elorriaga i és travessat per la carretera N-104, d'on surt l'A-4119 sobre el riu Uragona i el seu afluent Oriauri.

## Demografia
Té una població de 80 habitants. L'any 2010 tenia 82 habitants.
| 2000 | 2001 | 2002 | 2003 | 2004 | 2005 | 2006 | 2007 |
| ---- | ---- | ---- | ---- | ---- | ---- | ---- | ---- |
| 68   | 72   | 70   | 72   | 75   | 83   | 72   | 80   |

## Història
Un dels 43 llogarets que es reuniren a Vitòria en diferents temps i ocasions i que en segregar-se en 1840 la Quadrilla d'Añana va romandre en la quadrilla de Vitoria. La Granja Model d'Arkauti va ser creada en 1851 per acord de les Juntes Generals d'Àlaba, té una extensió superficial de 70 hectàreas.
En 1982, sent lehendakari Carlos Garaikoetxea i conseller d'Interior Luis María Retolaza, es va inaugurar l'acadèmia estable de l'Ertzaintza a Arkauti.

## Personalitats
- Modesto Lomba (1962), dissenyador de moda.